# Bernhard Meyer (Politiker, 1810)

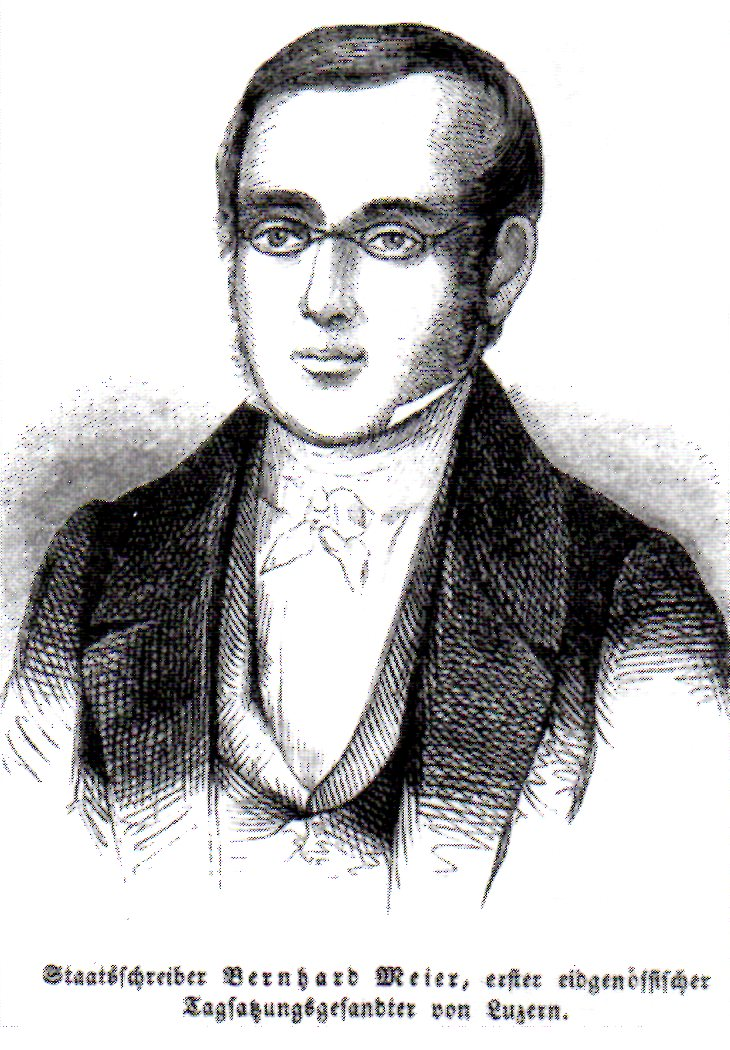
Staatsschreiber Bernhard Meyer, erster eidgenössischer Tagsatzungsgesandter von Luzern

Bernhard Meyer, ab 1854 Ritter von Meyer (* 12. Dezember 1810 in Sursee, Kanton Luzern; † 29. August 1874 in Piesting, Niederösterreich), war ein Schweizer Jurist, Staatsschreiber, Tagsatzungsgesandter und Politiker im Kanton Luzern und später in Österreich. Er war eine der führenden Persönlichkeiten der Sonderbundspolitik und ein Wegbereiter der modernen Demokratie in der Schweiz.

## Herkunft
Seine Eltern waren der Goldschmied Sursee Johann Meyer (1765–1844) und dessen Ehefrau Anna Catharina Weber († 1817).

## Biografie
Er war der Lieblingsschüler des Pädagogen Pater Gregor Girard in Luzern. Er studierte Philosophie und Recht in Heidelberg, Berlin, München und Paris. 1836 wurde er neben Constantin Siegwart-Müller zum zweiten Staatsschreiber in Luzern gewählt. Politisch schloss er sich der liberalen Mittelpartei um den Theologieprofessor Burkard Leu an.
Als Mitglied des Luzerner Verfassungsrates war er massgeblich an der Luzerner Verfassung 1841 beteiligt. Bei letzterer arbeitete er mit den ländlichen Demokraten um Josef Leu zusammen, weil die Mitte zwischen den liberalen und konservativen Blöcken aufgerieben wurde. Mit der Annahme der neuen Verfassung am 1. Mai 1841 konnten die ländlichen konservativen Demokraten ihre direktdemokratischen Forderungen durchbringen, während die an der repräsentativen Demokratie festhaltenden Liberalen eine Niederlage erlitten. Die neue Verfassung gab dem Luzerner Volk die weitestgehenden Rechte in der damaligen Eidgenossenschaft und sie war auch Bahnbrecher für die Einführung der modernen Demokratie im neuen Bundesstaat. Meyer verhalf der Sieg der ländlich-konservativen Demokraten zu einem Sitz im Grossen Rat und zur Nachfolge des liberalen Siegwart als erster Staatsschreiber.
1842 gelang es Meyer in einer Rede vor dem Grossen Rat die von Josef Leu geforderte Berufung der Jesuiten vorerst zu verhindern. Prophetisch warnte er davor, den liberalen Gegnern damit ein Schlachtfeld zu eröffnen und die protestantischen Kantone auf diesem Wege von ihren bisherigen Gesinnungsgenossenschaft gegenüber Luzern abzuschneiden: Wer weiss, wer am Ende des langen Kampfes als Sieger auftreten wird?

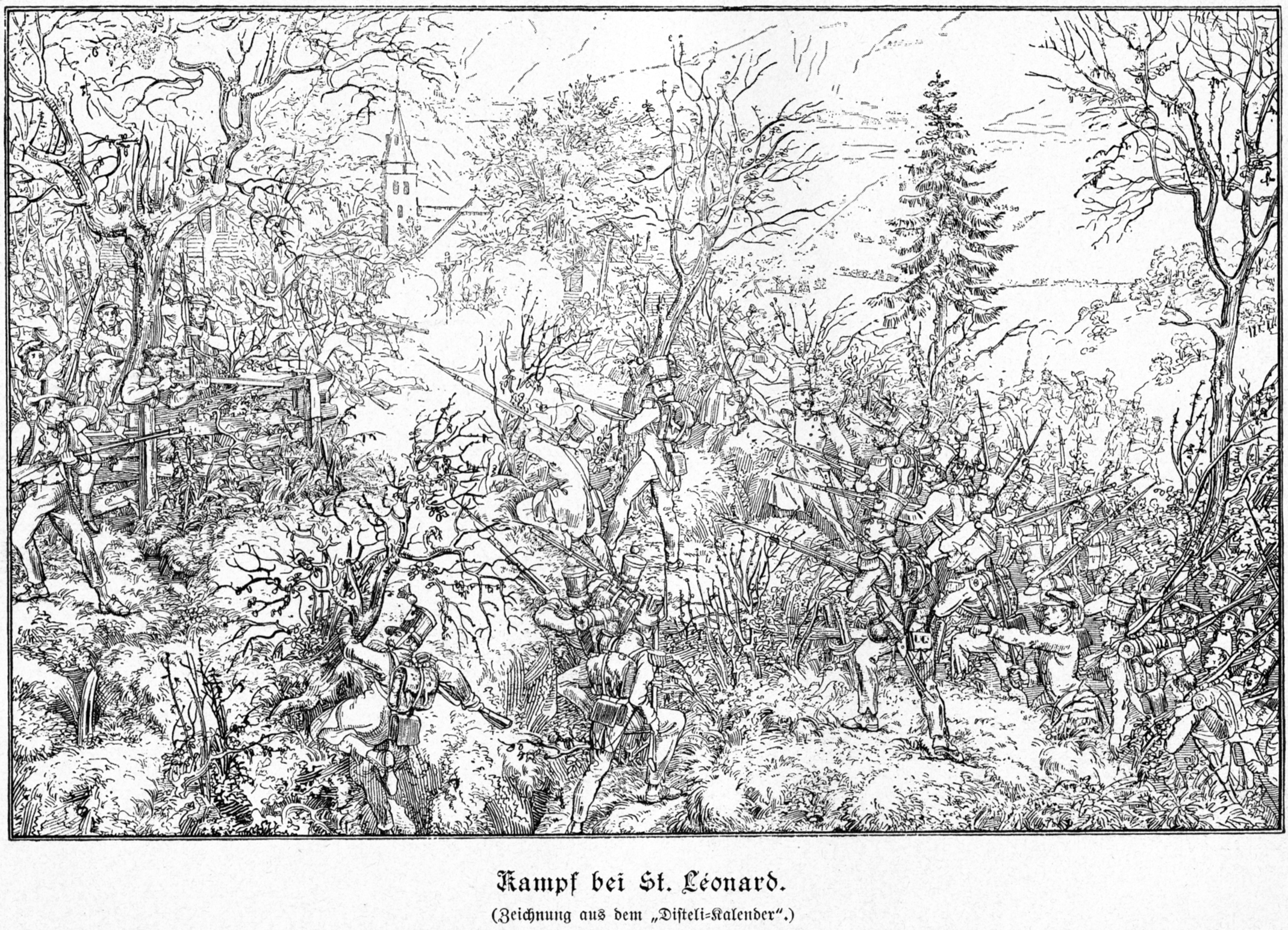
Martin Disteli: Kampf bei St. Léonard im Wallis zwischen konservativen Oberwallisern und radikal-liberalen Unterwallisern am 1. April 1840

Von 1841 bis 1847 war er Tagsatzungsgesandter des Standes Luzern, der von 1843 bis 1845 eidgenössischer Vorort war. Als Abgesandter des Vorortes sollte er 1843 ohne klare Vollmachten im Wallis den Kampf zwischen Radikalen der Jungen Schweiz und Konservativen schlichten. Die Radikalen bezichtigten ihn wegen seiner einseitigen Art des Eingreifens der Mitschuld an der blutigen Niederlage der Radikal-Liberalen. Luzern hatte mit fünf anderen katholischen Kantonen wegen des Aargauer Klosterstreits und des Badener Artikels eine «Schutzvereinigung», den späteren Sonderbund, geschlossen, der sich nun auch das Wallis anschloss.
Im Auftrag des Sonderbundes reiste er 1846 als Gesandter nach Turin und 1847 nach Wien zu Metternich, um für Waffen und Bundesgenossen zu werben. Vor der Tagsatzung verteidigte er den Sonderbund, der verhindern wolle, dass die Radikalen der Schweiz eine Revolution aufnötigten. Er selbst wolle lieber im offenen Kampf untergehen als sich der Tagsatzungsmehrheit zu unterwerfen.
Nach der Niederlage des Sonderbundes 1847 musste er fliehen. Ab 1848 hielt er sich im Kreis um Joseph Görres in München auf, wo er Mitarbeiter bei den Historisch-politische Blättern für das katholische Deutschland war. 1851 trat er in Wien in den österreichischen Staatsdienst ein, wo er 1853 Ministerialrat im Innenministerium und von 1865 bis 1868 Vorstand des Präsidialbüros wurde. 1854 wurde er in den Ritterstand erhoben. 1859 und 1866 verfasste er jeweils das kaiserliche Kriegsmanifest.
1868 trat er in den Ruhestand, arbeitete er an der Wiener Zeitung mit und schrieb seine Memoiren, wo er eine neue Sicht der Sonderbundspolitik einbrachte.

## Familie
Meyer heiratete 1835 Katharina Halm († 1872) aus Willisau. Das Paar hatte drei Söhne und zwei Töchter.

## Werk
Meyer war als Jurist, Schriftsteller und hervorragender Redner eine der führenden Kräfte bei der Entstehung der modernsten Kantonsverfassung in der Eidgenossenschaft, die bahnbrechend für die Verankerung der direkten Demokratie in der Bundesverfassung von 1848 wirkte. Der Widerstand katholisch-konservativer und ländlich-demokratischer Kreise um den Sonderbund, bei dem Meyer massgeblichen Anteil hatte, gegen die Konzentration der politischen und wirtschaftlichen Macht in den Händen der Liberalen, liess letztere zu einem stabilisierenden Kompromiss zugunsten einer direkten statt repräsentativen Demokratie einlenken.
Mit ihrer Konzeption, der psychologische Betrachtungsweise, dem anschaulichen Stil und der gedankenscharfen Darstellung zeigen Meyers Memoiren ein seltenes Bild der historischen Vorgänge aus der Sicht der Verlierer des Sonderbundkrieges.

## Auszeichnung
- 1854 Orden der Eisernen Krone 3. Klasse

## Schriften
- Erlebnisse des Bernhard Ritter von Meyer: weiland Staatsschreiber und Tagsatzungs-Gesandter des Cantons Luzern nachmaliger k.k. österreichischer Hof- und Ministerialrath, Secretär des Ministerialraths etc. etc. Von ihm selbst verfasst und abgeschlossen. 2 Bände, Verlag C. Sartori, Wien 1875